# 俄亞大村
俄亞大村位於四川省涼山彝族自治州木里縣，文物遺址年代判定為明代、清代。2007年6月1日公佈為四川省第七批文物保護單位。